# 2007 VW266
2007 VW266 – planetoida okrążająca Słońce po nietypowej orbicie.

## Odkrycie i oznaczenie
Planetoida została odkryta w 2007 roku. Nie posiada jeszcze nazwy ani oficjalnej numeracji, a jedynie oznaczenie tymczasowe.

## Orbita
2007 VW266 okrąża Słońce w ciągu 12 lat i 262 dni w średniej odległości 5,45 j.a. po orbicie o wyjątkowo dużej inklinacji wynoszącej 108,34°. Obiekt ten porusza się ruchem wstecznym względem planet Układu Słonecznego. W swoim obiegu wokół Słońca w peryhelium wynoszącym 3,32 j.a. znajduje się wewnątrz pasa głównego planetoid, a w aphelium (7,57 j.a.) orbituje poza orbitą Jowisza.